# How Long Is Now
How Long Is Now ist ein Musikalbum von Christian Marien. Die am 25. und 26. April 2023 im Studio Zentri Fuge in Berlin-Wedding entstandenen Aufnahmen erschienen am 7. April 2024 auf dem Eigenlabel MarMade Records.

## Hintergrund
Für dieses Projekt schloss sich Marien mit dem Saxophonisten/Klarinettisten Tobias Delius, dem Gitarristen Jasper Stadhouders und dem Bassisten Antonio Borghini zusammen.

## Titelliste
- Christian Marien Quartett – How Long Is Now (MarMade Records MMR 002)[1]

1. 40 Love / Goldrausch 6:05
2. The Lobster 4:30
3. Lilly / Doppelhertz 9:09
4. The Landing (Delius/Stadhouders/Borghini/Marien) 9:15
5. Phantome / Pouwl 8:05
6. 28-4 / Pattersson Blues 7:53
7. Deésse 5:47

Wenn nicht anders vermerkt, stammen die Kompositionen von Christian Marien.

## Rezeption
Nach Ansicht von Troy Dostert, der das Album in All About Jazz rezensierte, steht der Schlagzeuger Christian Marien für die Art von allumfassender musikalischer Sensibilität, die in einer Zeit, in der konventionelle musikalische Kategorien zunehmend irrelevant erscheinen, so wertvoll sei. Sein Album How Long is Now sei eine einfallsreiche Veröffentlichung, die ihren Reiz aus ihren „panstilistischen Neigungen“ beziehe. Obwohl die große stilistische Bandbreite einige Hörer verunsichern könnte, sei die ungezügelte Kreativität, die auf How Long is Now rüberkomme, deutlich zu spüren. Marien sei ein äußerst einfallsreicher Schlagzeuger, und dieses Album biete ihm eine ideale Gelegenheit, die vielen Facetten seines Talents zu präsentieren.
Christian Marien habe ein Quartett gleichgesinnter Spieler zusammengestellt, die unerwartete Ecken der Improvisation erkunden, ohne dabei ihren geerdeten Groove zu verlieren, schrieb Ken Waxman (JazzWord). Marien habe die ganze Zeit die volle Kontrolle und sorge dafür, dass die Musik nicht zu einem Schlagzeug-Schaustück werde. Er verzichte auf Soli und konzentriere sich stattdessen auf den Einsatz von lockeren Trommelschlägen, positionierter Klopfgeräusche und Beckenschwirren. Das Quartett würde angenehm, mitreißend und koordiniert klingen. Jetzt, da es sich etabliert habe, stelle sich die nächste Herausforderung dar, Grenzen zu erweitern und bei einzelnen Soli mehr Mut zu zeigen.